# 커뮤니티 오브 크라이스트
커뮤니티 오브 크라이스트(Community of Christ)는 회복된 기독교(Restored Christianity)의 일파이며, 예수 그리스도 후기 성도 교회의 설립자인 조셉 스미스 2세의 사후에 후계자를 자처한 자들 중 그의 부인인 엠마 헤일 스미스와 조셉 스미스 2세의 아들인 조셉 스미스 3세를 중심으로 1862년에 설립된 교단이다. 종전에는 복원 예수 그리스도 후기성도 교회라고 불리다가 명칭을 변경하였다. 본부는 미국 미주리주 인디펜던스에 있다. 세계 50개국에 약 25만명의 회원을 보유하고 있다. 몰몬경과 교리와성약을 신구약성서를 보완하는 제2경전으로서 받아들이며, 특정한 교리나 신조를 회원들에게 강요하지 않고 다양한 형태의 신앙을 존중한다. 일부 공동체는 성서비평학과 저(低)그리스도론을 수용하고 있다.